# Steve Christmas
Stephen Randall Christmas (né le 9 décembre 1957 à Orlando, Floride, États-Unis) est un receveur de baseball qui évolue dans la Ligue majeure pour les Reds de Cincinnati en 1983, les White Sox de Chicago en 1984 et les Cubs de Chicago en 1986.

## Carrière
Christmas, surtout receveur mais aussi joueur de premier but, évolue principalement en ligues mineures entre 1977 et 1986. Dans le baseball majeur, il fait ses débuts avec Cincinnati le 1er septembre 1983 et dispute au total 24 matchs pour trois clubs. Les Reds l'échangent aux White Sox de Chicago le 21 novembre 1983 contre le joueur de champ intérieur Fran Mullins. En 1984, Christmas réussit 4 coups sûrs en 11 présences au bâton pour une moyenne de ,364 avec les White Sox de Chicago. Son seul coup de circuit dans les majeures survient le 19 septembre 1984 lorsque, comme frappeur suppléant, il frappe un coup de trois points contre le lanceur Mike Smithson des Twins du Minnesota pour briser en début de 7e manche une égalité de 3-3 dans ce qui sera une victoire de 7-3 des White Sox. 
Il termine sa carrière le 28 avril 1986 après trois matchs joués chez les Cubs de Chicago. Sa moyenne au bâton en carrière s'élève à ,162 en 39 passages au bâton, avec 6 coups sûrs, dont deux doubles et un circuit, 7 points produits et un point marqué.